# Three Steps to Heaven
"Three Steps to Heaven" is een nummer van de Amerikaanse muzikant Eddie Cochran. Het nummer verscheen in maart 1960 als single. Later dat jaar stond het ook op zijn postume compilatiealbum The Eddie Cochran Memorial Album.

## Achtergrond
"Three Steps to Heaven" is geschreven door Cochran en zijn broer Bob Cochran en geproduceerd door Snuff Garrett. De instrumenten op het nummer zijn ingespeeld door Sonny Curtis (gitaar), Conrad Smith (basgitaar) en Jerry Allison (drums). Het nummer werd op 8 januari 1960 opgenomen in de Gold Star Studios in Los Angeles. In maart van dat jaar werd het uitgebracht als single in de Verenigde Staten, waar het geen succes behaalde met een achtste plaats in de "Bubbling Under"-lijst van de Billboard Hot 100. Op 17 april kwam Cochran om het leven bij een auto-ongeluk, waarop werd besloten om het nummer in de rest van de wereld uit te brengen als single. Het werd hierdoor een wereldwijde hit: in de Britse UK Singles Chart en in Ierland werd het een nummer 1-hit, terwijl ook in Nieuw-Zeeland, Noorwegen en Zuid-Afrika de top 10 werd bereikt. In Nederland piekte de single op de tiende plaats in een voorloper van de Single Top 100.
De gitaarriff van "Three Steps to Heaven" werd in 1971 door David Bowie gebruikt in zijn nummer "Queen Bitch". In 1980 verwees hij ook in zijn nummer "It's No Game" naar de titel. In 1975 werd het nummer gecoverd door Showaddywaddy, wat de groep een nummer 1-hit in Ierland en een nummer 2-notering in het Verenigd Koninkrijk opleverde.

## Hitnoteringen
Alle hitnoteringen zijn behaald door de versie van Eddie Cochran.

### VoorloperSingle Top 100
| Hitnotering: 30-07-1960 t/m 27-08-1960 | Hitnotering: 30-07-1960 t/m 27-08-1960 | Hitnotering: 30-07-1960 t/m 27-08-1960 | Hitnotering: 30-07-1960 t/m 27-08-1960 | Hitnotering: 30-07-1960 t/m 27-08-1960 | Hitnotering: 30-07-1960 t/m 27-08-1960 | Hitnotering: 30-07-1960 t/m 27-08-1960 |
| Week                                   | 1                                      | 2                                      | 3                                      | 4                                      | 5                                      |                                        |
| -------------------------------------- | -------------------------------------- | -------------------------------------- | -------------------------------------- | -------------------------------------- | -------------------------------------- | -------------------------------------- |
| Nummer                                 | 10                                     | 13                                     | 19                                     | 19                                     | 19                                     | uit                                    |

### NPO Radio 2 Top 2000
| Nummer met noteringen in de NPO Radio 2 Top 2000 | '99 | '00  | '01  | '02  | '03 | '04  | '05  | '06  | '07  | '08  | '09  | '10  |
| ------------------------------------------------ | --- | ---- | ---- | ---- | --- | ---- | ---- | ---- | ---- | ---- | ---- | ---- |
| Three Steps to Heaven                            | 767 | 1296 | 1161 | 1464 | 669 | 1288 | 1118 | 1357 | 1372 | 1187 | 1704 | 1717 |

1. ↑  Een vetgedrukt getal geeft de hoogste notering aan.
2. ↑  Deze tabel is bijgewerkt tot en met de laatste editie (2024).

### Evergreen Top 1000
| Evergreen Top 1000 "Three Steps To Heaven" | Evergreen Top 1000 "Three Steps To Heaven" | Evergreen Top 1000 "Three Steps To Heaven" | Evergreen Top 1000 "Three Steps To Heaven" | Evergreen Top 1000 "Three Steps To Heaven" | Evergreen Top 1000 "Three Steps To Heaven" | Evergreen Top 1000 "Three Steps To Heaven" | Evergreen Top 1000 "Three Steps To Heaven" | Evergreen Top 1000 "Three Steps To Heaven" | Evergreen Top 1000 "Three Steps To Heaven" | Evergreen Top 1000 "Three Steps To Heaven" | Evergreen Top 1000 "Three Steps To Heaven" | Evergreen Top 1000 "Three Steps To Heaven" | Evergreen Top 1000 "Three Steps To Heaven" | Evergreen Top 1000 "Three Steps To Heaven" | Evergreen Top 1000 "Three Steps To Heaven" |
| Jaar                                       | 2008                                       | 2009                                       | 2010                                       | 2011                                       | 2012                                       | 2013                                       | 2014                                       | 2015                                       | 2016                                       | 2017                                       | 2018                                       | 2019                                       | 2020                                       | 2021                                       | 2022                                       |
| ------------------------------------------ | ------------------------------------------ | ------------------------------------------ | ------------------------------------------ | ------------------------------------------ | ------------------------------------------ | ------------------------------------------ | ------------------------------------------ | ------------------------------------------ | ------------------------------------------ | ------------------------------------------ | ------------------------------------------ | ------------------------------------------ | ------------------------------------------ | ------------------------------------------ | ------------------------------------------ |
| Positie                                    | 158                                        | 21                                         | 66                                         | 70                                         | 79                                         | 193                                        | 46                                         | 119                                        | 309                                        | 339                                        | 516                                        | 711                                        | 724                                        | 766                                        | -                                          |